# Amtsgericht Seelow
Das Amtsgericht Seelow war ein preußisches Amtsgericht mit Sitz in Seelow, Provinz Brandenburg.

## Geschichte
Ab 1849 war das königliche Kreisgericht Cüstrin das zuständige Gericht. In Seelow war eine Zweigstelle (Gerichtsdeputation) eingerichtet. Übergeordnet war das Appellationsgericht Frankfurt a. d. Oder als Appellationsgericht. Im Rahmen der Reichsjustizgesetze wurden diese Gerichte aufgehoben und reichsweit einheitlich Oberlandes-, Land- und Amtsgerichte gebildet. Das königlich preußische Amtsgericht Müncheberg wurde mit Wirkung zum 1. Oktober 1879 als eines von elf Amtsgerichten im Bezirk des Landgerichtes Frankfurt (Oder) im Bezirk des Kammergerichtes gebildet. Der Sitz des Gerichtes war die Stadt Seelow. Sein Gerichtsbezirk umfasste den Landkreis Lebus ohne die Teile, die den Amtsgerichten Cüstrin, Frankfurt (Oder), Fürstenberg und Müncheberg zugeordnet waren. Am Gericht bestanden 1880 drei Richterstellen. Das Amtsgericht war damit ein mittelgroßes Amtsgericht im Landgerichtsbezirk. Gerichtstage wurden in Letschin gehalten.
Nach dem Zweiten Weltkrieg wurde das Amtsgericht Seelow dem Landgericht Eberswalde zugeordnet. Im Jahr 1946 wurde der links der Oder gelegene Teil des Sprengels des Amtsgerichtes Küstrin dem Amtsgericht Seelow übertragen. Zum 1. Juli 1951 wurde das Amtsgericht Müncheberg in eine Zweigstelle des Amtsgerichts Seelow umgewandelt. Im Jahre 1952 wurden in der DDR die Amtsgerichte abgeschafft und stattdessen Kreisgerichte gebildet. Seelow kam zum Kreis Seelow, zuständiges Gericht war damit das Kreisgericht Seelow. Das Amtsgericht Seelow wurde aufgehoben. Mit dem Gesetz über die Neugliederung der Kreisgerichtsbezirke im Land Brandenburg (Brandenburgisches Kreisgerichtsbezirksgesetz – BbgKrGBG) vom 8. Dezember 1992 wurde das Kreisgericht Seelow mit Wirkung vom 1. Januar 1993 aufgehoben. Entsprechend entstand das Amtsgericht Seelow nicht neu.